# Carl Lennhoff
Carl Lennhoff (* 24. März 1883 in Lüdenscheid, Westfalen; † 2. September 1963 in Bad Reichenhall) war ein deutscher Mediziner und Professor.

## Leben
Lennhoff studierte ab 1901 an den Universitäten in Hamburg und Breslau Medizin. Seine Approbation als Mediziner erfolgte 1908 in Freiburg i. Breisgau. Seine fachärztliche Ausbildung erfolgte als Assistenzarzt im Krankenhaus Eppendorf der medizinischen Fakultät der Universität Hamburg bei Paul Gerson Unna und als Assistenzarzt in der Hautklinik der medizinischen Fakultät der Universität in Breslau bei Josef Jadassohn.
Von 1914 bis 1918 befand er sich im Militärdienst. 1919 wurde er von der Stadtverordnetenversammlung des Magistrats der Stadt Magdeburg zum Direktor einer Klinik für Haut- und Geschlechtskrankheiten des Altstadt-Krankenhauses eingesetzt. Diese Klinik war provisorisch in einem alten Schulgebäude gegenüber dem eigentlichen Krankenhaus, in der Marstallstraße 11–14, untergebracht. Am 5. Dezember 1926 fand in Magdeburg eine Versammlung der Dermatologen Mitteldeutschland statt, dessen Vorsitz er innehatte. Die Stadt Magdeburg baute in den Jahren 1930 und 1931 eine neue städtische moderne Hautklinik auf dem Gelände des Krankenhauses Sudenburg, Leipziger Straße 44. Bei der Planung dieses neuen Klinikgebäudes wirkte er bedeutsam mit. Am 7. August 1931 konnte diese neue städtische Hautklinik, welche zum städtischen Krankenhaus Sudenburg gehörte, eingeweiht werden. Er war ärztlicher Direktor dieser neuen Hautklinik mit einem großzügig ausgestatteten Labor bis 1933, als er von den Nationalsozialisten aufgrund seiner jüdischen Herkunft entlassen wurde. Sein Wohnsitz befand sich in der Königgrätzer Straße 5, der heutigen Denhardtstraße im Magdeburger Stadtteil Alte Neustadt.
Anschließend betrieb er eine privatärztliche Praxis als Facharzt für Dermatologie in Magdeburg, Neue Ulrichstraße 2 bis seine Approbation durch die 4. Verordnung zum Reichsbürgergesetz vom 25.07.1938 zum 30. September 1938 erlosch und er keine ärztlichen Leistungen mehr erbringen durfte. Im Jahr 1939 emigrierte er nach Norwegen und blieb dort bis 1940, als das Deutsche Reich Norwegen überfiel. Nach dem deutschen Überfall auf Norwegen emigrierte er weiter nach Schweden. Dort fand er eine Anstellung in der dermato-venerologischen Klinik des Karolinischen Instituts in Stockholm. Später wechselte er zur Hautklinik in Uppsala bis er 1955 in die Bundesrepublik Deutschland zurückkehrte.
Er war Mitglied der Gesellschaft Deutscher Naturforscher und Ärzte.